# روبرت إف. ر. لويس
روبرت إف. ر. لويس (بالإنجليزية: Robert F. R. Lewis)‏ هو ضابط أمريكي، ولد في 30 يناير 1826 في واشنطن العاصمة في الولايات المتحدة، وتوفي في 23 فبراير 1881 في مارتينيك في فرنسا.